# Matuguinao
Matuguinao è una municipalità di quinta classe delle Filippine, situata nella Provincia di Samar, nella regione di Visayas Orientale.
Matuguinao è formata da 20 baranggay:
- Angyap
- Bag-otan
- Barruz (Barangay No. 1)
- Camonoan
- Carolina
- Deit
- Del Rosario
- Inubod
- Libertad
- Ligaya
- Mabuligon Pob. (Barangay No. 2)
- Maduroto Pob. (Barangay No. 3)
- Mahanud
- Mahayag
- Nagpapacao
- Rizal
- Salvacion
- San Isidro
- San Roque (Mabuhay)
- Santa Cruz